# 光洋プロダック
光洋プロダック株式会社（こうようプロダック、Koyo Produck Co.,Ltd.）は、かつて香川県高松市で、主に食品原材料・食品添加物などを取り扱う卸業を主軸とした会社。

## 会社概要
- 創業：1932年（昭和7年）10月
- 設立：1952年（昭和27年）10月
- 本社：香川県高松市錦町一丁目23番1号
- 事業内容：
  - 食品卸・小売部門 - 食品添加物全般・食品原材料・洋酒販売・製菓製パン材料/機材
  - インテリア・雑貨小売部門 - インテリア・雑貨販売・プランニング・ディスプレイ
  - デジタルコンテンツ制作部門 - 3D/CG映像・テレビCM・ホームページ・CD-ROM/DVD・印刷物
- 資本金：1000万円
- 従業員数：13名
- 主要取引銀行：みずほ銀行、百十四銀行、阿波銀行

## 沿革
- 1932年（昭和7年）10月：大阪市北区紅梅町に川田染料工業所を創業。
- 1945年（昭和20年）10月：戦災の為、高松市昭和町に移転　川田色素工業所に社名変更。
- 1952年（昭和27年）10月：光洋色素株式会社を設立。（資本金 400,000円）
- 1965年（昭和40年）11月：光洋プロダック株式会社に社名変更。（資本金 1,600,000円）
- 1970年（昭和45年）5月：昭和町に社屋完成。
- 1996年（平成8年）11月：資本金を10,000,000円に増資。
- 2000年（平成12年）4月：デジタルコンテンツ制作部門として『モーショングラフィックス』設立。
- 2007年（平成19年）6月：JR高松駅横に新社屋完成。
- 2007年（平成19年）6月：旧社屋（昭和町）から新社屋（錦町）に移転。
- 2007年（平成19年）7月：新社屋2階・3階に複合型ショップをオープン。
- 2012年（平成24年）3月6日：破産申請。
- 2012年（平成24年）5月8日：破産決定。

## 備考
- それまで食品関連業種として経営してきたが、2000年4月よりデジタルコンテンツ制作部門として『モーショングラフィックス』を設立した。
- 食品小売部門の『ジャパンホームメイドケーキチェン(Jhc)高松店』は1970年代に「ご家庭でお菓子やパンをつくりませんか！」という言葉が聞かれだした頃に当時ではまだ珍しくかった製菓製パン材料/機材を専門で扱うお店としてオープンした。